# Liste des poissons de l'océan Atlantique
 (décembre 2015).
Si vous disposez d'ouvrages ou d'articles de référence ou si vous connaissez des sites web de qualité traitant du thème abordé ici, merci de compléter l'article en donnant les références utiles à sa vérifiabilité et en les liant à la section « Notes et références ».
Voici une liste des poissons marins présents dans l'océan Atlantique.

## Liste des poissons par ordre alphabétique
- Haut – A
- B
- C
- D
- E
- F
- G
- H
- I
- J
- K
- L
- M
- N
- O
- P
- Q
- R
- S
- T
- U
- V
- W
- X
- Y
- Z

### A
- Aiglefin
- Alose
- Anchois commun
- Ange de mer
- Anguille
- Anguille d'Europe
- Arnoglosse lanterne
- Athérine

### G
- Grondin
- Grondin gris
- Grondin lyre
- Grondin perlon
- Grondin rouge
- Grondin strié
- Grondin volant

### L
- Lançon
- Lançon commun
- Lançon équille
- Lépadogastère de Candolle
- Liche glauque
- Lieu jaune
- Lieu noir
- Limande
- Lingue
- Loquette d'Europe

### M
- Maigre
- Maquereau
- Maquereau espagnol
- Merlan
- Merlu
- Môle
- Mordocet
- Morue
- Morue de l'Atlantique
- Motelle à cinq barbillons
- Motelle à quatre barbillons
- Motelle à trois barbillons
- Motelle de Méditerranée
- Mulet doré
- Mulet cabot
- Mulet lippu
- Mulet porc

### N
- Nérophis lombriciforme
- Nérophis ophidion

### O
- Ombrine bronze
- Ombrine commune
- Orphie

### P
- Pageot acarné
- Pageot commun
- Pageot rose
- Pagre commun
- Palomète
- Pastenague
- Petite roussette
- Petite sole jaune
- Petite vive
- Plie
- Pocheteau gris
- Pocheteau noir
- Poisson-pilote
- Poisson-zèbre

### R
- Raie
- Raie blanche
- Raie bouclée
- Raie brunette
- Raie chardon
- Raie douce
- Raie fleurie
- Raie léopard
- Raie lisse
- Raie manta
- Raie mêlée
- Raie pastenague
- Raie ronde
- Rascasse
- Rascasse brune
- Requin
- Requin bleu
- Requin du Groenland
- Requin féroce
- Requin griset
- Requin-lézard
- Requin mako
- Requin-marteau lisse
- Requin pèlerin
- Requin renard commun
- Requin renard à gros yeux
- Requin taupe commun
- Rouget
- Rouget de roche
- Rouget de vase

### S
- Saint-pierre
- Sar commun
- Sar tambour
- Sar à tête noire
- Sardine
- Siphonostome
- Sole commune
- Sole perdrix panachée
- Sole pole
- Souris de mer
- Syngnathe aiguille

### T
- Tacaud
- Targeur
- Thon
- Thon blanc
- Thon jaune
- Thon rouge de l'Atlantique
- Torpille marbrée
- Torpille noire
- Torpille ocellée
- Turbot

### V
- Vieille
- Vieille commune
- Vive araignée

## Liste des poissons par famille

### Poissons osseux
| Ordre             | Famille         | Nom vernaculaire             | Nom binomial                 | Photo |
| Anguilliformes    | Anguillidae     | Anguille                     | Anguilla anguilla            |       |
| Anguilliformes    | Congridae       | Congre                       | Conger conger                |       |
| Atheriniformes    | Atherinidae     | Athérine                     | Atherina presbyter           |       |
| Beloniformes      | Belonidae       | Orphie                       | Belone belone                |       |
| Clupeiformes      | Clupeidae       | Sardine                      | Sardina pilchardus           |       |
| Clupeiformes      | Clupeidae       | Alose                        | Alosa fallax                 |       |
| Clupeiformes      | Engraulidae     | Anchois commun               | Engraulis encrasicolus       |       |
| Gadiformes        | Gadidae         | Capelan de France            | Trisopterus minutus          |       |
| Gadiformes        | Gadidae         | Grenouille de mer            | Raniceps raninus             |       |
| Gadiformes        | Gadidae         | Tacaud                       | Trisopterus luscus           |       |
| Gadiformes        | Gadidae         | Merlan                       | Merlangius merlangus         |       |
| Gadiformes        | Gadidae         | Morue                        | Gadus morhua                 |       |
| Gadiformes        | Gadidae         | Motelle à cinq barbillons    | Ciliata mustela              |       |
| Gadiformes        | Gadidae         | Motelle à trois barbillons   | Gaidropsarus vulgaris        |       |
| Gadiformes        | Gadidae         | Motelle de Méditerranée      | Gaidropsarus mediterraneus   |       |
| Gadiformes        | Merlucciidae    | Merlu                        | Merluccius merluccius        |       |
| Lophiiformes      | Lophiidae       | Baudroie                     | Lophius piscatorius          |       |
| Osmeriformes      | Osmeridae       | Éperlan d'Europe             | Osmerus eperlanus            |       |
| Perciformes       | Ammodytidae     | Lançon                       | Hyperoplus immaculatus       |       |
| Perciformes       | Ammodytidae     | Lançon commun                | Hyperoplus lanceolatus       |       |
| Perciformes       | Ammodytidae     | Lançon équille               | Ammodytes tobianus           |       |
| Perciformes       | Blenniidae      | Blennie coiffée              | Coryphoblennius galerita     |       |
| Perciformes       | Blenniidae      | Blennie gattorugine          | Parablennius gattorugine     |       |
| Perciformes       | Blenniidae      | Blennie ocellée              | Blennius ocellaris           |       |
| Perciformes       | Blenniidae      | Blennie palmicorne           | Parablennius sanguinolentus  |       |
| Perciformes       | Blenniidae      | Mordocet                     | Lipophrys pholis             |       |
| Perciformes       | Callionymidae   | Dragonnet lyre               | Callionymus lyra             |       |
| Perciformes       | Callionymidae   | Dragonnet réticulé           | Callionymus reticulatus      |       |
| Perciformes       | Callionymidae   | Dragonnet tacheté            | Callionymus maculatus        |       |
| Perciformes       | Carangidae      | Liche glauque                | Trachinotus ovatus           |       |
| Perciformes       | Carangidae      | Chinchard                    | Trachurus trachurus          |       |
| Perciformes       | Carangidae      | Poisson pilote               | Naucrates ductor             |       |
| Perciformes       | Coryphaenidae   | Coryphène dauphin            | Coryphaena equiselis         |       |
| Perciformes       | Gobiesocidae    | Lépadogastère de Candolle    | Lepadogaster candolii        |       |
| Perciformes       | Gobiidae        | Gobie à grandes écailles     | Lesueurigobius friesii       |       |
| Perciformes       | Gobiidae        | Gobie céphalote              | Gobius cobitis               |       |
| Perciformes       | Gobiidae        | Gobie léopard                | Thorogobius ephippiatus      |       |
| Perciformes       | Gobiidae        | Gobie nageur                 | Gobiusculus flavescens       |       |
| Perciformes       | Gobiidae        | Gobie noir                   | Gobius niger                 |       |
| Perciformes       | Gobiidae        | Gobie paganel                | Gobius paganellus            |       |
| Perciformes       | Gobiidae        | Gobie tacheté                | Pomatoschistus microps       |       |
| Perciformes       | Labridae        | Centrolabre                  | Centrolabrus exoletus        |       |
| Perciformes       | Labridae        | Crénilabre mélops            | Symphodus melops             |       |
| Perciformes       | Labridae        | Cténolabre                   | Ctenolabrus rupestris        |       |
| Perciformes       | Labridae        | Vieille commune              | Labrus bergylta              |       |
| Perciformes       | Moronidae       | Bar                          | Dicentrarchus labrax         |       |
| Perciformes       | Moronidae       | Bar moucheté                 | Dicentrarchus punctatus      |       |
| Perciformes       | Mugilidae       | Mulet doré                   | Liza aurata                  |       |
| Perciformes       | Mugilidae       | Mulet cabot                  | Mugil cephalus               |       |
| Perciformes       | Mugilidae       | Mulet porc                   | Liza ramada                  |       |
| Perciformes       | Mugilidae       | Mulet lippu                  | Chelon labrosus              |       |
| Perciformes       | Mullidae        | Rouget de roche              | Mullus surmuletus            |       |
| Perciformes       | Mullidae        | Rouget de vase               | Mullus barbatus              |       |
| Perciformes       | Pholidae        | Gonelle                      | Pholis gunnellus             |       |
| Perciformes       | Polyprionidae   | Cernier commun               | Polyprion americanus         |       |
| Perciformes       | Sciaenidae      | Corb                         | Sciaena umbra                |       |
| Perciformes       | Sciaenidae      | Maigre                       | Argyrosomus regius           |       |
| Perciformes       | Sciaenidae      | Ombrine bronze               | Umbrina canariensis          |       |
| Perciformes       | Sciaenidae      | Ombrine commune              | Umbrina cirrosa              |       |
| Perciformes       | Scombridae      | Bonite à dos rayé            | Sarda sarda                  |       |
| Perciformes       | Scombridae      | Bonite à ventre rayé         | Katsuwonus pelamis           |       |
| Perciformes       | Scombridae      | Maquereau                    | Scomber scombrus             |       |
| Perciformes       | Scombridae      | Maquereau espagnol           | Scomber japonicus            |       |
| Perciformes       | Scombridae      | Palomète                     | Orcynopsis unicolor          |       |
| Perciformes       | Scombridae      | Thon blanc                   | Thunnus alalunga             |       |
| Perciformes       | Scombridae      | Thon rouge de l'Atlantique   | Thunnus thynnus              |       |
| Perciformes       | Sparidae        | Daurade royale               | Sparus aurata                |       |
| Perciformes       | Sparidae        | Dorade grise                 | Spondyliosoma cantharus      |       |
| Perciformes       | Sparidae        | Sar commun                   | Diplodus sargus              |       |
| Perciformes       | Sparidae        | Sar à museau pointu          | Diplodus puntazzo            |       |
| Perciformes       | Sparidae        | Sar tambour                  | Diplodus cervinus            |       |
| Perciformes       | Sparidae        | Sar à tête noire             | Diplodus vulgaris            |       |
| Perciformes       | Sparidae        | Sparaillon                   | Diplodus annularis           |       |
| Perciformes       | Sparidae        | Bogue                        | Boops boops                  |       |
| Perciformes       | Sparidae        | Oblade                       | Oblada melanura              |       |
| Perciformes       | Sparidae        | Marbré                       | Lithognathus mormyrus        |       |
| Perciformes       | Sparidae        | Pageau acarné                | Pagellus acarne              |       |
| Perciformes       | Sparidae        | Pageot commun                | Pagellus erythrinus          |       |
| Perciformes       | Sparidae        | Pageot rose                  | Pagellus bogaraveo           |       |
| Perciformes       | Sparidae        | Denti                        | Dentex dentex                |       |
| Perciformes       | Sparidae        | Pagre                        | Pagrus pagrus                |       |
| Perciformes       | Trachinidae     | Grande vive                  | Trachinus draco              |       |
| Perciformes       | Trachinidae     | Petite vive                  | Echiichthys vipera           |       |
| Perciformes       | Trachinidae     | Vive araignée                | Trachinus araneus            |       |
| Perciformes       | Zoarcidae       | Loquette d'Europe            | Zoarces viviparus            |       |
| Pleuronectiformes | Bothidae        | Arnoglosse lanterne          | Arnoglossus laterna          |       |
| Pleuronectiformes | Pleuronectidae  | Plie                         | Pleuronectes platessa        |       |
| Pleuronectiformes | Pleuronectidae  | Flet                         | Platichthys flesus           |       |
| Pleuronectiformes | Pleuronectidae  | Flétan de l'Atlantique       | Hippoglossus hippoglossus    |       |
| Pleuronectiformes | Pleuronectidae  | Flétan du Groënland          | Reinhardtius hippoglossoides |       |
| Pleuronectiformes | Pleuronectidae  | Flétan nain                  | Hippoglossoides platessoides |       |
| Pleuronectiformes | Pleuronectidae  | Limande                      | Limanda limanda              |       |
| Pleuronectiformes | Scophthalmidae  | Targeur                      | Zeugopterus punctatus        |       |
| Pleuronectiformes | Scophthalmidae  | Turbot                       | Psetta maxima                |       |
| Pleuronectiformes | Scophthalmidae  | Barbue                       | Scophthalmus rhombus         |       |
| Pleuronectiformes | Soleidae        | Sole commune                 | Solea solea                  |       |
| Pleuronectiformes | Soleidae        | Sole pole                    | Pegusa lascaris              |       |
| Pleuronectiformes | Soleidae        | Petite sole jaune            | Buglossidium luteum          |       |
| Pleuronectiformes | Soleidae        | Sole perdrix panachée        | Microchirus variegatus       |       |
| Scorpaeniformes   | Agonidae        | Souris de mer                | Agonus cataphractus          |       |
| Scorpaeniformes   | Cottidae        | Chaboisseau à épines courtes | Myoxocephalus scorpius       |       |
| Scorpaeniformes   | Cottidae        | Chabot de mer                | Taurulus bubalis             |       |
| Scorpaeniformes   | Dactylopteridae | Grondin volant               | Dactylopterus volitans       |       |
| Scorpaeniformes   | Scorpaenidae    | Rascasse brune               | Scorpaena porcus             |       |
| Scorpaeniformes   | Triglidae       | Grondin gris                 | Eutrigla gurnardus           |       |
| Scorpaeniformes   | Triglidae       | Grondin lyre                 | Trigla lyra                  |       |
| Scorpaeniformes   | Triglidae       | Grondin perlon               | Chelidonichthys lucernus     |       |
| Scorpaeniformes   | Triglidae       | Grondin rouge                | Aspitrigla cuculus           |       |
| Scorpaeniformes   | Triglidae       | Grondin strié                | Trigloporus lastoviza        |       |
| Syngnathiformes   | Syngnathidae    | Entélure                     | Entelurus aequoreus          |       |
| Syngnathiformes   | Syngnathidae    | Nérophis lombriciforme       | Nerophis lumbriciformis      |       |
| Syngnathiformes   | Syngnathidae    | Nérophis ophidion            | Nerophis ophidion            |       |
| Syngnathiformes   | Syngnathidae    | Siphonostome                 | Syngnathus typhle            |       |
| Syngnathiformes   | Syngnathidae    | Syngnathe aiguille           | Syngnathus acus              |       |
| Tetraodontiformes | Balistidae      | Baliste cabri                | Balistes capriscus           |       |
| Tetraodontiformes | Molidae         | Môle                         | Mola mola                    |       |
| Zeiformes         | Zeidae          | Saint-pierre                 | Zeus faber                   |       |

### Poissons cartilagineux
| Ordre             | Famille        | Nom vernaculaire          | Nom binomial            | Photo |
| Carcharhiniformes | Carcharhinidae | Requin bleu               | Prionace glauca         |       |
| Carcharhiniformes | Scyliorhinidae | Grande roussette          | Scyliorhinus stellaris  |       |
| Carcharhiniformes | Scyliorhinidae | Petite roussette          | Scyliorhinus canicula   |       |
| Carcharhiniformes | Sphyrnidae     | Requin-marteau lisse      | Sphyrna zygaena         |       |
| Carcharhiniformes | Triakidae      | Emissole lisse            | Mustelus mustelus       |       |
| Carcharhiniformes | Triakidae      | Emissole tachetée         | Mustelus asterias       |       |
| Hexanchiformes    | Hexanchidae    | Requin griset             | Hexanchus griseus       |       |
| Lamniformes       | Alopiidae      | Requin renard à gros yeux | Alopias superciliosus   |       |
| Lamniformes       | Alopiidae      | Requin renard commun      | Alopias vulpinus        |       |
| Lamniformes       | Cetorhinidae   | Requin pèlerin            | Cetorhinus maximus      |       |
| Lamniformes       | Lamnidae       | Grand requin blanc        | Carcharodon carcharias  |       |
| Lamniformes       | Lamnidae       | Requin mako               | Isurus oxyrinchus       |       |
| Lamniformes       | Lamnidae       | Requin taupe commun       | Lamna nasus             |       |
| Lamniformes       | Odontaspididae | Requin féroce             | Odontaspis ferox        |       |
| Squaliformes      | Dalatiidae     | Requin du Groenland       | Somniosus microcephalus |       |
| Rajiformes        | Dasyatidae     | Pastenague                | Dasyatis pastinaca      |       |
| Rajiformes        | Rajidae        | Pocheteau gris            | Dipturus batis          |       |
| Rajiformes        | Rajidae        | Pocheteau noir            | Dipturus oxyrinchus     |       |
| Rajiformes        | Rajidae        | Raie blanche              | Rostroraja alba         |       |
| Rajiformes        | Rajidae        | Raie bouclée              | Raja clavata            |       |
| Rajiformes        | Rajidae        | Raie brunette             | Raja undulata           |       |
| Rajiformes        | Rajidae        | Raie douce                | Raja montagui           |       |
| Rajiformes        | Rajidae        | Raie chardon              | Leucoraja fullonica     |       |
| Rajiformes        | Rajidae        | Raie fleurie              | Leucoraja naevus        |       |
| Rajiformes        | Rajidae        | Raie lisse                | Raja brachyura          |       |
| Rajiformes        | Rajidae        | Raie mêlée                | Raja microocellata      |       |
| Rajiformes        | Rajidae        | Raie ronde                | Leucoraja circularis    |       |
| Rajiformes        | Rhinobatidae   | Raie guitare              | Rhynchobatus djiddensis |       |
| Squatiniformes    | Squatinidae    | Ange de mer               | Squatina squatina       |       |
| Torpediniformes   | Torpedinidae   | Torpille marbrée          | Torpedo marmorata       |       |
| Torpediniformes   | Torpedinidae   | Torpille noire            | Torpedo nobiliana       |       |
| Torpediniformes   | Torpedinidae   | Torpille ocellée          | Torpedo torpedo         |       |